# Polycyathus hondaensis
Polycyathus hondaensis är en korallart som först beskrevs av John Wyatt Durham och Barnard 1952.  Polycyathus hondaensis ingår i släktet Polycyathus och familjen Caryophylliidae. Inga underarter finns listade i Catalogue of Life.